# Isla Aristazábal
La isla Aristazábal (en inglés: Aristazabal Island) es una isla situada al suroeste de la isla Princesa Real en la Columbia Británica, al oeste de Canadá. Tiene una superficie de 420 kilómetros cuadrados (160 millas cuadradas). La isla fue bautizada así el 30 de agosto de 1792, por el teniente comandante Jacinto Caamaño de la corbeta española Aránzazu en honor del capitán español «Gabriel de Aristazábal», uno de los más notables comandantes españoles de la época. En las cartas del capitán de Vancouver, aparece la palabra con falta de ortografía «Aristizable».